# Monodontium sarawak
Monodontium sarawak là một loài nhện trong họ Barychelidae. Loài này phân bố ờ Borneo.